# Sinikka Bohlin
Sinikka Tellervo Bohlin, född Sihvola 31 januari 1947 i Björneborg i Finland, är en svensk politiker (socialdemokrat). Hon var ordinarie riksdagsledamot 1988–2010. Hon var vice ordförande i miljö- och jordbruksutskottet 1995–2002 och andre vice ordförande i samma utskott 2002–2006. Bohlin var under 2009 president för Nordiska rådet.
Hon är hemspråkslärare och ordförande för Föreningen Norden i Gävle.